# Julienne, 1950
Julienne, 1950 is het vijfde album van de stripreeks De meesters van de gerst van Jean Van Hamme (scenario) en Francis Vallès (tekeningen).  De reeks vertelt in acht albums het verhaal van enkele generaties Belgische bierbrouwers. De strip werd voor het eerst uitgegeven in 1996 bij uitgeverij Glénat.

## Inhoud
Adrien leidt de brouwerij nog steeds. Na de dood van enkele dierbaren is hij een verbitterde man geworden. Met nieuwe, buitensporige investeringen die hij onderneemt, dreigt de familie en de zaak in groot gevaar te komen. Het is aan Julienne om de boel te redden en de Steenforts te behoeden voor nog meer onheil...